# オールド・ベット

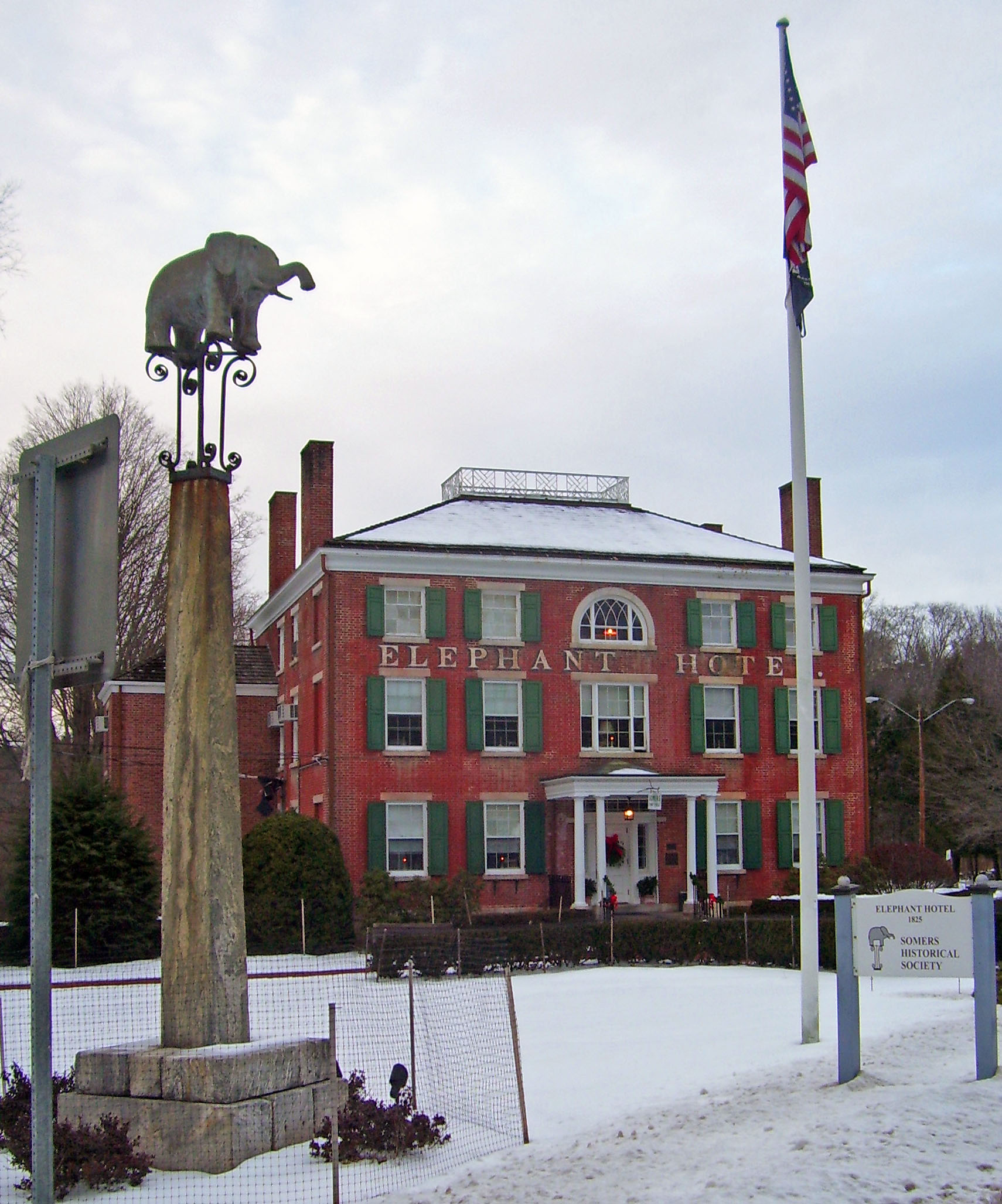
エレファント・ホテルとオールド・ベットの記念像

オールド・ベット（Old Bet、生年不明 - 1816年7月24日）は、アメリカ合衆国で飼育されていたメスのアフリカゾウである。

## 生涯
オールド・ベットは、アメリカに輸入された最初もしくは2番目の象と考えられている。当時の記録によると1796年に1頭の象が輸入されているが、その象が後に「オールド・ベット」と呼ばれた象と同一の個体かどうかは不明とされている。
オールド・ベットに関する確実な記録の最古となるものは、1804年にボストンで開催された巡回動物園に関する記事である。当時、オールド･ベットは「ベティ」（Betty）と呼ばれていたという。1808年になって、ニューヨーク州ソマーズ（en: Somers, New York）に滞留していた巡回動物園からH・ベイリー（en:Hachaliah Bailey）という農場主がベティを1,000ドルで購入して、改めて「オールド・ベット」と名づけた。ベイリーはもともと、オールド・ベットを自分の農場の荷車を引く動物として使役するつもりであったが、この象は周囲の注目を集める存在だったため、彼はサーカスを創設することにした。その判断は正しかった。ベイリーという人物には、農場主よりもサーカスの興行師の方が遥かに向いていたのである。ベイリーのサーカスは、訓練された犬と数匹の豚、馬が1頭、そしてオールド･ベットで構成されていた。
オールド・ベットは、1816年7月24日にメーン州アルフレッド（en:Alfred, Maine）を巡業している最中、ある農夫によって射殺されてしまった。この農夫は、人々が金を払って動物を見物するのは罪深いことだと考えて、犯行に及んだのであった。

## その後
1821年に、ニューヨークのバーナムズ・アメリカン・ミュージアム（en:Barnum's American Museum）は、オールド・ベットが遺した皮革や骨格を入手したと発表した。1825年には、ソマーズにオールド・ベットを記念する像と「エレファント・ホテル」（en:Elephant Hotel）が建設された。
1922年4月には、「ジョン・L・サリヴァン」（en:John L. Sullivan (elephant)）という名前の象が、オールド・ベットの墓前に花輪を捧げるため、53マイルの道のりを歩いてソマーズまで訪問している。
「エレファント・ホテル」の3階には、H・ベイリーとオールド・ベット、そしてアメリカでのサーカスの起源に関する話を取り上げた博物館がある。